# بطولة أمم أوروبا للسيدات
بدأت بطولة أمم أوروبا لكرة القدم للسيدات في عام 1984.

## ملخص النهائيات

### البطولات غير الرسمية
| السنة       | المستضيف | البطل      | النتيجة | الوصيف     |
| ----------- | -------- | ---------- | ------- | ---------- |
| 1969 تفاصيل | إيطاليا  | · إيطاليا  | 3–1     | · الدنمارك |
| 1979 تفاصيل | إيطاليا  | · الدنمارك | 2–0     | · إيطاليا  |

### البطولات بالمسمى القديم
| السنة       | المستضيف                   | البطل             | النتيجة           | الوصيف    |
| ----------- | -------------------------- | ----------------- | ----------------- | --------- |
| 1984 تفاصيل | نهائي من مبارتي ذهاب وإياب | · السويد          | 1–0 0–1 ر.ت.: 4–3 | · إنجلترا |
| 1987 تفاصيل | النرويج                    | · النرويج         | 2–1               | · السويد  |
| 1989 تفاصيل | ألمانيا الغربية            | · ألمانيا الغربية | 4–1               | · النرويج |

### البطولات بالمسمى الجديد
| السنة       | المستضيف        | البطل     | النتيجة         | الوصيف     |
| ----------- | --------------- | --------- | --------------- | ---------- |
| 1991 تفاصيل | الدنمارك        | · ألمانيا | 3–1 (وقت إضافي) | · النرويج  |
| 1993 تفاصيل | إيطاليا         | · النرويج | 1–0             | · إيطاليا  |
| 1995 تفاصيل | ألمانيا         | · ألمانيا | 3–2             | · السويد   |
| 1997 تفاصيل | النرويج والسويد | · ألمانيا | 2–0             | · إيطاليا  |
| 2001 تفاصيل | ألمانيا         | · ألمانيا | 1–0 (هدف ذهبي)  | · السويد   |
| 2005 تفاصيل | إنجلترا         | · ألمانيا | 3–1             | · النرويج  |
| 2009 تفاصيل | فنلندا          | · ألمانيا | 6–2             | · إنجلترا  |
| 2013 تفاصيل | السويد          | · ألمانيا | 1–0             | · النرويج  |
| 2017 تفاصيل | هولندا          | · هولندا  | 4–2             | · الدنمارك |
| 2022        | إنجلترا         |           |                 |            |

## سجل الأبطال
| المنتخب  | البطل                                                | الوصيف                      | المركز الثالث  | نصف النهائي           | المركز الرابع  |
| -------- | ---------------------------------------------------- | --------------------------- | -------------- | --------------------- | -------------- |
| ألمانيا  | 8 (1989، 1991، 1995، 1997، 2001، 2005 ، 2009 ، 2013) | -                           | -              | -                     | 1 (1993)       |
| النرويج  | 2 (1987، 1993)                                       | 4 (1989، 1991، 2005 ، 2013) | -              | 3 (1995، 2001، 2009)  | -              |
| السويد   | 1 (1984)                                             | 3 (1987، 1995، 2001)        | 1 (1989)       | 2 (1997، 2005 ، 2013) | -              |
| هولندا   | 1 (2017)                                             | -                           | -              | 1 (2009)              | -              |
| إيطاليا  | -                                                    | 2 (1993، 1997)              | 1 (1987)       | 1 (1984)              | 2 (1989، 1991) |
| إنجلترا  | -                                                    | 2 (1984، 2009)              | -              | 1 (1995)              | 1 (1987)       |
| الدنمارك | -                                                    | 1 (2017)                    | 2 (1991، 1993) | 2 (1984، 2001 ، 2013) | -              |
| إسبانيا  | -                                                    | -                           | -              | 1 (1997)              | -              |
| فنلندا   | -                                                    | -                           | -              | 1 (2005)              | -              |

## روابط إضافية
- UEFA Women's Championship
- BBC Sport - "How Women's Euros have evolved"